# Ian Morris (historien)
Pour les articles homonymes, voir Ian Morris et Morris.
Ian Matthew Morris (né le 27 janvier 1960 à Stoke-on-Trent, Staffordshire, Angleterre) est un historien et archéologue britannique, en poste aux États-Unis, spécialiste de l'histoire du bassin méditerranéen. Il a également produit un ouvrage d'histoire globale.

## Formation
Ian Morris étudie l'histoire et l'archéologie à l'université de Birmingham (Angleterre) et obtient en 1985 son doctorat (PhD) à l'université de Cambridge (Angleterre), avec une thèse intitulée : « Inhumation et société à Athènes, 1100 - 500 av. J.-C. ».

## Carrière
Ian Morris enseigne de 1987 à 1995 à l'université de Chicago, et depuis à l'université Stanford, aux États-Unis.

## Travaux
De 2000 à 2006, Ian Morris a dirigé pour l'université Stanford les fouilles archéologiques du Monte Polizzo, en Sicile.
Ian Morris a publié de nombreux ouvrages sur l'histoire et l'archéologie de la Méditerranée.
Son livre phare, paru en 2010, Why the West Rules--For Now ("Pourquoi l'Ouest règne — jusqu’à maintenant") compare Europe et Asie pendant les 15 000 dernières années, en défendant la thèse que la géographie physique, plus que la culture, la religion, la politique, la génétique, ou les grands hommes explique la domination occidentale du monde, dans la veine des thèses de l'américain Jared Diamond. The Economist indique que « c’est un livre important qui défie, stimule et divertit. Toute personne ne croyant pas que l'on puisse apprendre de l'histoire devrait commencer par ce livre. ».
Dans Foragers, Farmers and Fossil Fuels il s'attache à mesurer l'inégalité à toutes les périodes de l'histoire de l'humanité, avec des conclusions que David Graeber et David Wengrow considèrent « très étranges », par exemple son évaluation à 1,1 $ par jour du revenu d'un chasseur-cueilleur du Paléolithique. C'est en fait le résultat d'un calcul artificiel qui cherche à démontrer que les habitants des sociétés anciennes étaient égaux dans la pauvreté, comme l'imaginait déjà au XVIIIe siècle Jean-Jacques Rousseau dans son second Discours.

## Publications

### Ouvrages
- (en) Burial and Ancient Society : the Rise of the Greek City-State, Cambridge/New-York/Melbourne, Cambridge University Press, 1987, 262 p. (ISBN 0-521-32680-X)
- (en) Death-Ritual and Social Structure in Classical Antiquity, Cambridge, Cambridge University Press, 1992, 264 p. (ISBN 0-521-37465-0)
- (en) Classical Greece : Ancient Histories and Modern Archeologies, Cambridge, Cambridge University Press, 1994, 244 p. (ISBN 0-521-39279-9) (éditeur)
- Archaeology as Cultural History : Words and Things in Iron Age Greece, Blackwell, 2000, 358 p. (ISBN 978-0-631-19602-0)
- The Greeks : History, Culture and Society, Prentice Hall, 2005 (2e ed. 2009), 534 p. (ISBN 978-0-13-921156-0) (avec Barry Powell)
- (en) Why the West Rules : For Now : The Patterns of History, and What they Reveal About the Future, New York, Farrar, Straus and Giroux, 2010, 768 p. (ISBN 978-0-374-29002-3)
  - Pourquoi l'Occident domine le monde...pour l'instant [« Why the West Rules - For Now:The Patterns of History, and What they Reveal About the Future »]  (trad. de l'anglais), Paris, L'Arche, 2011, 768 p. (ISBN 978-2-85181-748-8, présentation en ligne)
- (en) The Measure of Civilisation : How Social Development Decides the Fate of Nations, Princeton, Princeton University Press, 2013, 400 p. (ISBN 978-0-691-15568-5, lire en ligne)
- (en) War! What is it Good For? : Conflict and the Progress of Civilization from Primates to Robots, New York, Farrar, Straus and Giroux, 2014, 512 p. (ISBN 978-0-374-28600-2)
- Foragers, Farmers and Fossil Fuels : How Human Values Evolve, Princeton University Press, 2015, 400 p. (ISBN 978-1-4008-6551-2, lire en ligne) (Tanner Lecture donnée à l'université de Princeton, avec des commentaires de Margaret Atwood, Christine Korsgaard, Richard Seaford et Jonathan Spence)

### Direction d'ouvrages
- (en) A New Companion to Homer, Leiden, Brill, 1997, 755 p. (ISBN 90-04-09989-1, lire en ligne) (coéditeur avec Barry Powell)
- Democracy 2500? : Questions and Challenges, Kendall-Hunt, 1997, 281 p. (ISBN 978-0-7872-4466-8) (coéditeur avec Kurt Raaflaub)
- (en) The Ancient Economy : Evidence and Models, Stanford (Calif.), Stanford University Press, 2005, 285 p. (ISBN 0-8047-4805-5) (coéditeur avec Joe Manning)
- (en) Cambridge Economic History of the Greco-Roman World, Cambridge, Cambridge University Press, 2007, 942 p. (ISBN 978-0-521-78053-7, lire en ligne) (coéditeur avec Walter Scheidel et Richard Saller)
- (en) Dynamics of Ancient Empires : State Power from Assyria to Byzantium, Oxford/New York, Oxford University Press, 2009, 381 p. (ISBN 978-0-19-537158-1, lire en ligne) (coéditeur avec Walter Scheidel)